# Hollósi László
Hollósi László (Kőszeg, 1964. június 16. –) magyar zenész, dobos.

## Életpályája
Hollósi László tizenhárom éves korában kezdett a zenével foglalkozni, amikor elhatározta, hogy megtanul zongorázni, és saját zsebpénzéből elkezdett Agócsy Ida magániskolájába járni. Így készült fel egy év alatt a szombathelyi zeneiskola 2 éves anyagából, melyből sikeresen levizsgázott. Ezt követően a kőszegi zeneiskolában Gréts Károlynál kezdett dobolni. Középiskolásként a szombathelyi Zeneművészeti Szakközépiskola ütőtanszakát végezte el. Később Nesztor Ivánnál tanult Budapesten, Hoffer Péternél pedig Sopronban. 
Megfordult rockbandákban, country- és blueszenekarokban és egy ütősegyüttesben is. Zenekarai szinte megállás nélkül sorban követték egymást. A Gold Boys-ban kezdte pályafutását 1979-ben, innen került Vida Ferenc hívására a Lord zenekarhoz, amelynek közel 5 évig volt a dobosa. Ezekben az években készültek a Lord első hanglemezei (Big City Lights, Szemedben a Csillagok), de számos korabeli TV felvételen, korabeli újságban, magazinban (Vas Népe, Polip, Ifjúsági Magazin) is látható volt a zenekarral.
1989-ben már a Blues Henger zenekarban játszott, de még ebben az évben Dózis együttes dobosa lett, amelyben abban az időben több későbbi Lord-zenésszel játszott egy bandában. Műfajt váltva került a Varnyú Country zenekarhoz, amelyet a Red Rock Company követett. A tribute világába kalandozva lett a Dire Straits Emlék Zenekar dobosa. A 2000-es években a Báró Blues Band, Az Üveges meg a Többiek és a 4N Acoustic Performance zenekarokban dobolt.  
Jelenleg a The LiverPaul, a Midnight Special, a Westend Blues és az Üveges meg a Többiek zenekarokban játszik.  
A Westend Blues 1998-ban alakult Szombathelyen. Előadásmódjában főleg a Chicago-blues-os gyökerekhez nyúlt vissza a swing és a funky elemeivel vegyítve azt. A Midnight Special zenekar 2000 őszén alakult, meghatározó stílusuk a country-rock, kiegészítve a hagyományos, igényes country zenével és színesítve angol és amerikai előadók szerzeményeivel. A The LiverPaul pedig 2016-ban alakult Beatles emlékzenekar.
A zenekarokon túl a Dobos Magazin alapítója és főszerkesztője volt tizenhárom éven keresztül, 2000-től 2013-ig. Ezen időszak alatt 39 nyomtatott és 4 interneten elérhető újság jelent meg. A Dobos Magazin volt a dobosok egyetlen magyar nyelvű szaklapja. 
2004-ben megalapította saját dobiskoláját Ritmusállomás Dobiskola néven, amelyben azóta is tanít. A ritmus szeretete olyannyira érezhető egyéniségén, hogy szinte mindenen szeret és tud dobolni. A Ritmusállomás Ütősegyüttesben a dobok mellett sok más használati tárgy hallható, amelyből ütőshangot lehet elővarázsolni.
2014 óta saját dobkaraoke műsorával is fellép, ismert számok zenei alapjára dobol. 2017-ben részt vett a Hangszert a Kézbe interaktív zeneoktatási roadshow-n, ami a magyar zeneoktatás történetének egyik legnagyobb szabású eseménye, ahol ezt az egyedi és különleges dobkaraoke műsort mutatta be a fiataloknak. 

## Hangszerei
Fellépésein használt dobfelszerelések:
- Tama Starclassic Performer
- Yamaha Power V
- Mapex Pro M

- Pergődobok: Pearl Sensitone Elite, Mapex Black Panther, Tama Starclassic, Mapex Pro M, DrumCraft
- Cintányérok: 
  - Agean Custom Series
  - Istanbul Traditional Series
  - Sabian AA Series

## Zenekarok
- Gold Boys (1979–1982)
- Lord (1984–1989)
- Blues Henger (1989–1990)
- Dózis (1989–1991)
- Varnyú Country (1993–1997)
- Red Rock Company (1997–1999)
- Midnight Special (2000–napjainkig)
- Westend Bues (2000–napjainkig)
- Dire Straits Emlék Zenekar (2002–2003)
- Ritmusállomás Ütősegyüttes (2004–napjainkig)
- Báró Blues Band (1999–2004)
- 4N Acoustic Performance (2010–2012)
- Üveges meg a Többiek (2011–napjainkig)
- The LiverPaul (2016–napjainkig)

## Lemezek
- Lord: Big City Lights (1985)
- Lord kislemez (1986)
- Lord: Szemedben a csillagok (1988)
- Varnyú Country: On The Road Again (1994)
- Varnyú Country: Öregember ne utazzon motoron (1994)
- Báró Blues Band: Tündöklő Blues (1999)
- Midnight Special: On Country Tracks (2001)
- Westend Blues (2001)

## Külső hivatkozások
- Üveges meg a többiek
- Westend Blues
- Midnight Special Archiválva 2021. szeptember 24-i dátummal a Wayback Machine-ben
- The Liverpaul zenekar - PrZoli Fotóblogja